# Salindres (Fluss)
Der Salindres ist ein Fluss in Frankreich, der im Département Ardèche in der Region Auvergne-Rhône-Alpes verläuft. Er entspringt im Regionalen Naturpark Monts d’Ardèche, an der Gemeindegrenze von Faugères und Saint-Pierre-Saint-Jean, entwässert im Oberlauf Richtung Süd und Südost, schwenkt dann auf Südwest und mündet nach rund 22 Kilometern im Gemeindegebiet von Les Assions als linker Nebenfluss in den Chassezac.

## Orte am Fluss
(Reihenfolge in Fließrichtung)
- Faugères
- Payzac
- Le Cros, Gemeinde Saint-Genest-de-Beauzon
- Les Assions